# Esterzili
Esterzili är en ort och kommun i provinsen Sydsardinien i regionen Sardinien i sydvästra Italien. Kommunen hade 635 invånare (2017).